# Santa Lucia del Mela
Santa Lucia del Mela là một đô thị ở tỉnh Messina trong vùng Sicilia của Italia, có vị trí cách khoảng 170 km về phía đông của Palermo và vào khoảng 25 km về phía tây của Messina. Tại thời điểm ngày 31 tháng 12 năm 2004, đô thị này có dân số 4.759 người và diện tích là 82,9 km².
Đô thị Santa Lucia del Mela có các frazione (subdivision) San Giovanni (Pancaldo).
Santa Lucia del Mela giáp các đô thị: Barcellona Pozzo di Gotto, Casalvecchio Siculo, Castroreale, Fiumedinisi, Furci Siculo, Gualtieri Sicaminò, Mandanici, Merì, Pace del Mela, Pagliara, San Filippo del Mela, San Pier Niceto.